# Kabupaten Musi Banyuasin
Kabupaten Musi Banyuasin är ett regentskap (kabupaten) i Indonesien.   Det ligger i provinsen Sumatera Selatan, i den västra delen av landet, 500 km nordväst om huvudstaden Jakarta. Antalet invånare är 588 996.